# 리사 가스토니
리사 가스토니(Lisa Gastoni, 1935년 7월 28일 ~ )는 이탈리아의 배우이다.

## 출연 작품
- 보이스 프롬 더 스톤 (2017)
- 스캔달 (1977)
- 워 오브 더 플래닛 (1966)
- 매니악 (1964)
- 기젯 로마 가다 (1963)
- 라고파그 (1963)
- 에바 (1962)
- 비밀첩보원 (1960)
- 데이 후 데어 (1953)